# Уотсон Хаттон, Александер
Александер Уотсон Хаттон (англ. Alexander Watson Hutton; 10 июня 1853 — 9 марта 1936) — шотландский учитель и футбольный функционер. Считается «отцом аргентинского футбола». В 1893 году основал «Аргентинскую футбольную лигу» (сейчас известна под названием «Ассоциация футбола Аргентины»). Также стал основателем Английской средней школы Буэнос-Айреса и футбольного клуба «Алумни», который был самым успешным аргентинским клубом до 1911 года, когда он был расформирован.

## Биография

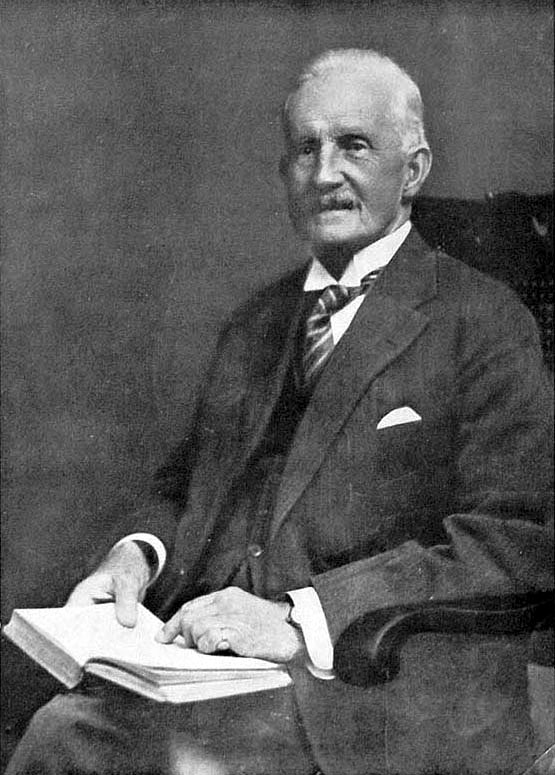
«Отец аргентинского футбола»

Уотсон Хаттон родился в шотландском городе Глазго в 1853 году. Окончил Эдинбургский университет. В 1882 году эмигрировал в Аргентину. На протяжении двух лет работал в Шотландской школе Святого Андрея в Буэнос-Айресе. Увлекался спортом и считал, что спорт играет важную роль в образовании. 5 февраля 1884 года основал Английскую среднюю школу Буэнос-Айреса, где обучал школьников футболу и другим видам спорта.
В 1891 году была основана Аргентинская футбольная лига — первая футбольная лига в Южной Америке, и четвёртая в списке старейших футбольных чемпионатов мира после английского, нидерландского и шотландского. В чемпионате Аргентины 1891 года сыграло пять клубов, чемпионом стал футбольный клуб «Сент-Эндрюс». Чемпионат 1891 года официально признаётся первым сезоном аргентинской футбольной лиги.
21 февраля 1893 года Уотсон Хаттон, вместе с представителями клубов «Кильмес», «Олд Каледонианс», Сент-Эндрюс», «Алумни», «Ломас» и «Флорес», основали Аргентинскую футбольную лигу, после чего чемпионат страны был вознобновлён после перерыва 1892 года. В 1898 году Английская средняя школа Буэнос-Айреса сформировала футбольную команда, которая к 1911 году стала самой титулованной командой в аргентинском футболе, выиграв 22 титула (15 домашних и 7 международных). Клуб, изначально названный в честь школы, поменял название на «Алумни». Игроки «Алумни» играли за сборную Аргентины, включая сына Уотсона Хаттона Арнольда и Хуана Доминго Брауна.
В 1911 году Уотсон вышел на пенсию, а клуб «Алумни» вскоре был расформирован. Хаттон умер в Буэнос-Айресе 9 марта 1936 года в возрасте 82 лет, похоронен на кладбище Ла-Чакарита. Библиотека Ассоциации футбола Аргентины названа в его честь.